# Ann Graybiel
Ann M. Graybiel (Chestnut Hill, Massachusetts, 25 de janeiro de 1942) é uma neurocientista estadunidense. É professora do Departamento de Ciências Neurocognitivas do Instituto de Tecnologia de Massachusetts (MIT), ela também é pesquisadora do McGovern Institute. Ela é especialista no estudo dos núcleos da base e na neurofisiologia da formação de hábitos. Seu trabalho tem sido bastante relevante para o estudo da Doença de Parkisson, Doença de Huntington, transtorno obsessivo-compulsivo e outros transtorno que afetam os núcleos da base.